# Hungry for Stink
Hungry for Stink è il quarto album in studio del gruppo musicale statunitense L7, pubblicato il 12 luglio 1994.

## Descrizione
Il titolo è stato preso da un annuncio personale visto da una delle musiciste del gruppo poco prima della pubblicazione dell'album. Hungry for Stink viene esce durante la tappa del loro tour al Lollapalooza festival.
Musicalmente l'album è più pesante dei precedenti lavori della band, che segna il culmine della loro progressione dal suono punk rock ad un suono più grunge quasi metal. Le tracce hanno tematiche più "scure", per esempio vedi Can I Run, e la depressione e la pazzia su Questioning My Sanity.
Dall'album è stato estratto il singolo Andres.
Una registrazione iniziale di Freak Magnet è apparsa come lato B del singolo Everglade, un brano del loro album Bricks Are Heavy.

## Tracce
1. Andres – 3:03
2. Baggage – 3:18
3. Can I Run – 3:54
4. The Bomb – 2:39
5. Questioning My Sanity – 3:42
6. Riding with a Movie Star – 3:19
7. Stuck Here Again – 4:58
8. Fuel My Fire – 3:46
9. Freak Magnet – 3:14
10. She Has Eyes – 3:16
11. Shirley – 3:09
12. Talk Box – 6:06

## Formazione
- Donita Sparks - chitarra e voce nelle tracce 2, 3, 5, 6, 8, 10 e 12
- Suzi Gardner - chitarra e voce nelle tracce 1, 7 e 9
- Jennifer Finch - basso e voce nelle tracce 4 e 11
- Demetra Plakas - batteria

## Cover
- Il pezzo Fuel My Fire è stato reinterpretato dai The Prodigy nell'album The Fat of the Land.